# Ostrea sandvicensis
Ostrea sandvicensis är en musselart. Ostrea sandvicensis ingår i släktet Ostrea och familjen ostron. Inga underarter finns listade i Catalogue of Life.